# Star!
Star! (Brasil: A Estrela / Portugal: A Estrela!) é um filme norte-americano de 1968, do gênero drama, dirigido por Robert Wise  e estrelado por Julie Andrews e Richard Crenna.